# Микулаш и Наталья Петрашовские
Микулаш и Наталья Петрашовские (словац. Mikuláš Petrašovský a Natália Petrašovská) — дуэт (отец и дочь) из Гуменного (северо-западная Словакия), исполняет народные песни на словацком, русинском и украинском языках.

## Биография
Николай Петрашовский родился в 1952 году, вырос в городе Медзилаборце. Наталья родилась в 1981 году в Гуменне.

## Достижения
В 1989 году Микулаш Петрашовский в составе вокального трио стал лауреатом бардовского конкурса песни «Маковицкая струна». Позже стал петь сосвоей дочерью Натальей.
В 1993 году Микулаш и Наталья Петрашовские стали победителями конкурса народных песен «Zemplin špiva i hutori» в Гуменном.
В 1996 году они стали лауреатами ежегодного Фестиваля украинской песни в Гуменном. В 2001 году были на турне в США. Также участвовали в гастролях в Европе и России.
У 2005 году они стали лауреатами конкурса «Песни моего рода».

## Альбомы
- 1995 — Paribčiňa moje
- 2000 — Tak malo
- 2002 — Za kamjanym mostom
- 2016 — Čas letyť
- 2016 — Vyznanie

Совместные проекты:
- 1987: Ej, popid Makovicju — OPUS Czechoslovakia
- 2004: A čija to chyža — Vydavateľstvo Slovenský rozhlas